# Ancrum
Ancrum es una localidad situada en el concejo de Scottish Borders, en Escocia (Reino Unido), con una población estimada a mediados de 2016 de 500 habitantes.
Se encuentra ubicada al sureste de Escocia, cerca de la costa del mar del Norte y de la frontera con Inglaterra.